# Microdèsmids
Els microdèsmid o peixos-cuc (Microdesmidae) són una família de peixos incluída en l'ordre Perciformes, distribuïts per mars tropicals i més rarament per aigua dolça en rius tropicals.

## Gèneres
Existeixen unes 60 espècies agrupades en 10 gèneres, amb dues subfamílies tradicionals: 
- Gènere Cerdale (Jordan i Gilbert, 1882)
- Gènere Clarkichthys (Smith, 1958)
- Gènere Gunnellichthys (Bleeker, 1858)
- Gènere Microdesmus (Günther, 1864)
- Gènere Paragunnellichthys (Dawson, 1967)